# Rastovac, Nikšić
Rastovac este un orășel din comuna Nikšić, Muntenegru. Conform datelor de la recensământul din 2003, orașul are 1513 de locuitori (la recensământul din 1991 erau 1446 de locuitori).

## Demografie
În orașul Rastovac locuiesc 1119 de persoane adulte, iar vârsta medie a populației este de 35,3 de ani (33,1 la bărbați și 37,7 la femei). În localitate sunt 390 de gospodării, iar numărul mediu de membri în gospodărie este de 3,88.
|  |

| Demografie | Demografie | Demografie |
| An         | Locuitori  | Locuitori  |
| ---------- | ---------- | ---------- |
|            |            |            |
|            |            |            |
|            |            |            |
|            |            |            |
| 1948       | 909        |            |
| 1953       | 1048       |            |
| 1961       | 1161       |            |
| 1971       | 1194       |            |
| 1981       | 1374       |            |
| 1991       | 1446       | 1387       |
| 2003       | 1556       | 1513       |

| \| Componența etnică conform recensământului din 2003[2] \| Componența etnică conform recensământului din 2003[2] \| Componența etnică conform recensământului din 2003[2] \| Componența etnică conform recensământului din 2003[2] \| Componența etnică conform recensământului din 2003[2] \| \| ----------------------------------------------------- \| ----------------------------------------------------- \| ----------------------------------------------------- \| ----------------------------------------------------- \| ----------------------------------------------------- \| \| \| \| \| \| \| \| Muntenegreni \| Muntenegreni \| \| 1001 \| 66,15% \| \| Sârbi \| Sârbi \| \| 385 \| 25,44% \| \| Iugoslavi \| Iugoslavi \| \| 9 \| 0,59% \| \| Croați \| Croați \| \| 2 \| 0,13% \| \| Musulmani \| Musulmani \| \| 1 \| 0,06% \| \| Macedoneni \| Macedoneni \| \| 1 \| 0,06% \| \| necunoscută \| necunoscută \| \| 16 \| 1,05% \| |              |  |      |        |
| Componența etnică conform recensământului din 2003 |              |  |      |        |
| |              |  |      |        |
| Muntenegreni | Muntenegreni |  | 1001 | 66,15% |
| Sârbi | Sârbi        |  | 385  | 25,44% |
| Iugoslavi | Iugoslavi    |  | 9    | 0,59%  |
| Croați | Croați       |  | 2    | 0,13%  |
| Musulmani | Musulmani    |  | 1    | 0,06%  |
| Macedoneni | Macedoneni   |  | 1    | 0,06%  |
| necunoscută | necunoscută  |  | 16   | 1,05%  |